# Аббе (озеро)
Аббе́ (Абе; амх. አቤ ሐይቅ) — солёное озеро в Восточной Африке. Высота над уровнем моря — 232 м.
Расположено на северо-востоке Эфиопии и западе Джибути. По озеру проходит граница между Джибути и Эфиопией. Площадь зеркала составляет около 320 км², средняя глубина — 8,6 метра. Подпитывается пресной водой реки Аваш. Озеру Аббе свойственны большие колебаниями уровня воды, в зависимости от сезона площадь акватории может значительно изменяться.
С 1930-х годов размеры Аббе сильно уменьшились из-за развития ирригации и длительных засух в бассейне озера.